# Annalena Bilsini
Annalena Bilsini – powieść Grazii Deleddy z 1927.

## Treść
Bohaterami powieści są członkowie rodziny Bilsinich – Annalena, pięciu jej dorosłych synów, stryj Dionisio, synowa Gina i dwóch wnuków tytułowej bohaterki. W momencie rozpoczęcia akcji dzieła rodzina sprzedaje swój dawny majątek i wynajmuje dawny szlachecki dom i ziemię. Głową rodziny jest tytułowa bohaterka, podczas gdy wuj uważany jest za mędrca i powszechny autorytet.
W pierwsze święta Bożego Narodzenia w domu, radośnie obchodzone po kilku miesiącach ciężkiej pracy na roli, do domu nieoczekiwanie wraca Pietro, drugi z kolei syn Annaleny, który dotąd odbywał służbę wojskową. Towarzyszy mu siostra Giny, Isabella. Gina, rozczarowana swoim małżeństwem, ulega zauroczeniu bratem swojego męża. Pietro usiłuje ją uwieść, lecz przeszkadza w tym Annalena. Pragnąc odsunąć od siebie podejrzenia, mężczyzna ogłasza swoje zaręczyny z Isabellą, licząc także na uzyskanie dzięki jej posagowi znacznego majątku.
Wiosną rodzina zarabia na dobrych zbiorach. Bilsinich odwiedza właściciel ich pola, Urbano Giannini. Jego żona od lat choruje psychicznie i mężczyzna jest jedynym opiekunem ich córki, Lii. Młoda kobieta, nerwowa i delikatna, pragnie zostać mniszką. Annalena próbuje zaaranżować jej małżeństwo z jej synem, religijnym, zafascynowanym postacią miejscowego kapłana Ubaldem. Tymczasem Urbano Giannini usiłuje zbliżyć się do samej Annaleny, zachwycony jej siłą ducha i samodzielnością. Kobieta, chociaż zauroczona mężczyzną, utrzymuje jednak dystans.
Pewnego dnia Lia nieoczekiwanie znika, poszukiwania nie przynoszą rezultatu. Podejrzenie o porwanie młodej kobiety padają na Pietra, gdyż ten kilka dni wcześniej wyznał bratu, że nie potrafił pokochać Isabelli i ma zamiar zerwać zaręczyny, by móc zdobyć właśnie pannę Giannini. Ponadto w dniu, gdy Lia zniknęła, nie był w domu. Stryj Dionisio przeprowadza z młodzieńcem poważną rozmowę, nakłaniając go, by przyznał się do winy. Ten, pragnąć zakończyć wymianę zdań, fałszywie przyznaje się do porwania i ukrycia dziewczyny. Wuj doznaje ataku paraliżu i wkrótce później umiera. Tymczasem Lia zostaje odnaleziona w pobliskim klasztorze, do którego zgłosiła się jako kandydatka do nowicjatu.
Pietro, obwiniając się za śmierć stryja, zaczyna poważniej traktować życie. Powraca do Isabelli, podczas gdy Lia opuszcza klasztor pod wpływem namów ojca i wyjeżdża z nim do Triestu. Gina rodzi trzecie dziecko – dziewczynkę, którą cała rodzina wkrótce zaczyna nazywać Kluseczką. Jej chrzciny, dzięki coraz lepszej sytuacji materialnej Bilsinich, stają się lokalną uroczystością.

## Cechy utworu

### Kreacja rodziny
Centralne miejsce w powieści zajmuje obraz rodziny Bilsinich. Jest to rodzina tradycyjna, ze ścisłym podziałem ról i zadań. Najstarszy mężczyzna – stryj Dionisio – jest „mądrością” rodu, podczas gdy życie codzienne organizuje i zarządza nim kobieta, tytułowa bohaterka. Zasadniczym celem całej rodziny jest awans społeczny jej członków. Tu ważną rolę odgrywają z kolei małżeństwa – regułą jest ich kojarzenie w oparciu o kryterium materialne. Jeden z synów Annaleny, Bardo, nie ma szans na związek z ukochaną Pierą Maresca, gdyż dziewczyna jest uboga, a małżeństwo oparte tylko na uczuciu nie jest możliwe do realizacji. Praktyczne ujmowanie problemów uczuciowych obecne jest nie tylko przy kojarzeniu par małżeńskich. Annalena, zafascynowana Urbanem Gianninim, nie nawiązuje z nim romansu nie z powodów religijnych czy moralnych, lecz dlatego, że obawia się, że związek ten mógłby doprowadzić do niszczących rodzinę sporów wewnętrznych.
Materializm i praktyczne podejście do życiowych problemów jest cechą przypisaną w utworze kobietom (reprezentowanym przez Annalenę), podczas gdy mężczyzn, ukazanych na przykładzie stryja, cechuje życiowy fatalizm i przywiązanie do moralnego życia.

### Miejsce i czas akcji
Annalena Bilsini, podobnie jak zdecydowana większość utworów Deleddy, rozgrywa się na włoskiej wsi. Autorka nie podejmuje w niej problemów wykraczających poza życie wiejskie – nawet informacja o posiadaniu przez Gianniniego fabryki nie ma wpływu na tok akcji. Wieś została ukazana jako środowisko zamknięte. Ani pobyt Pietra w wojsku, ani lektura gazet, jakiej oddaje się drugi syn tytułowej bohaterki, Giovanni, nie wpływają na zachowanie bohaterów, ani na ich położenie. Sukces lub klęska mieszkańców wsi jest jedynie rezultatem ich własnych poczynań. Bilsini wzbogacają się dzięki ciężkiej pracy, zaś ich początkowa zła sytuacja jest wynikiem rozpusty i pijaństwa poprzednich pokoleń rodu.
Akcja utworu rozgrywa się w epoce włoskiego faszyzmu, jednak fakt ten nie ma żadnego wpływu na losy bohaterów i jest jedynie pośrednio zasygnalizowany. Wynika to z postawy pisarki, która nie zaangażowała się politycznie ani po stronie rządu Mussoliniego, ani przeciw niemu.